# Lille Solt Kirke
Lille Solt Kirke er en kirke i romansk stil i Lille Solt Sogn i Freienwill kommune i Sydslesvig i den nordtyske delstat Slesvig-Holsten. Kirkebygningen er placeret ved landevejen mellem Flensborg, Mysunde og Egernførde omtrent en halv km fra hver af sognets to landsbyer Lille Solt og Lille Volstrup. Omkring kirken er der imidlertid opstået endnu en bebyggelse, som har fået navn efter Frivilje Kro.
Kirken er opført omkring året 1200 af rå kampesten, hjørnerne dog af tilhuggede, murene er kalket hvide. Kirkens indre er udstyret med træloft, mens koret fik krydsribbehvælv i sengotisk tid, hvorfra også kalkmaleriet med dommedag stammer. Ved korets nordside findes et tabernakel (sakramenthus) fra 1500-tallet som gemme for monstrans og hostie i den katolske tid. Både sakramenthuset og de to krucifikser i kirken er sengotiske. Alterstagerne på løvefødder er ligeledes gotiske. Døbefonten fra 1200-tallet i gotlandsk kalksten er ved foden prydet med mandshoveder. Prædikestolen i renæssance-stilen fra 1735 er forsynet med relieffer fra frelseshistorien på kurven. Kirken var viet til Sankt Hans (Johannes Døberen) i middelalderen. Tæt på kirken findes forhøjningerne med grav fra bronzealderen.
Menigheder i Store og Lille Solt Sogne er imidlertid slået sammen. Menigheden hører under den lutherske nordtyske landskirke, tidligere under den nordelbiske kirke. I den danske periode før den 2. Slesvigske krig var kirkesproget blandet dansk-tysk.